# Монтескудо
Монтескудо (італ. Montescudo) — колишній муніципалітет в Італії, у регіоні Емілія-Романья,  провінція Ріміні. З 1 січня 2016 року Монтескудо є частиною новоствореного муніципалітету Монтескудо-Монте-Коломбо.
Монтескудо розташоване на відстані близько 230 км на північ від Рима, 120 км на південний схід від Болоньї, 15 км на південь від Ріміні.
Населення — 3326 осіб (2014).
Щорічний фестиваль відбувається 20 січня. Покровитель — San Sebastiano.

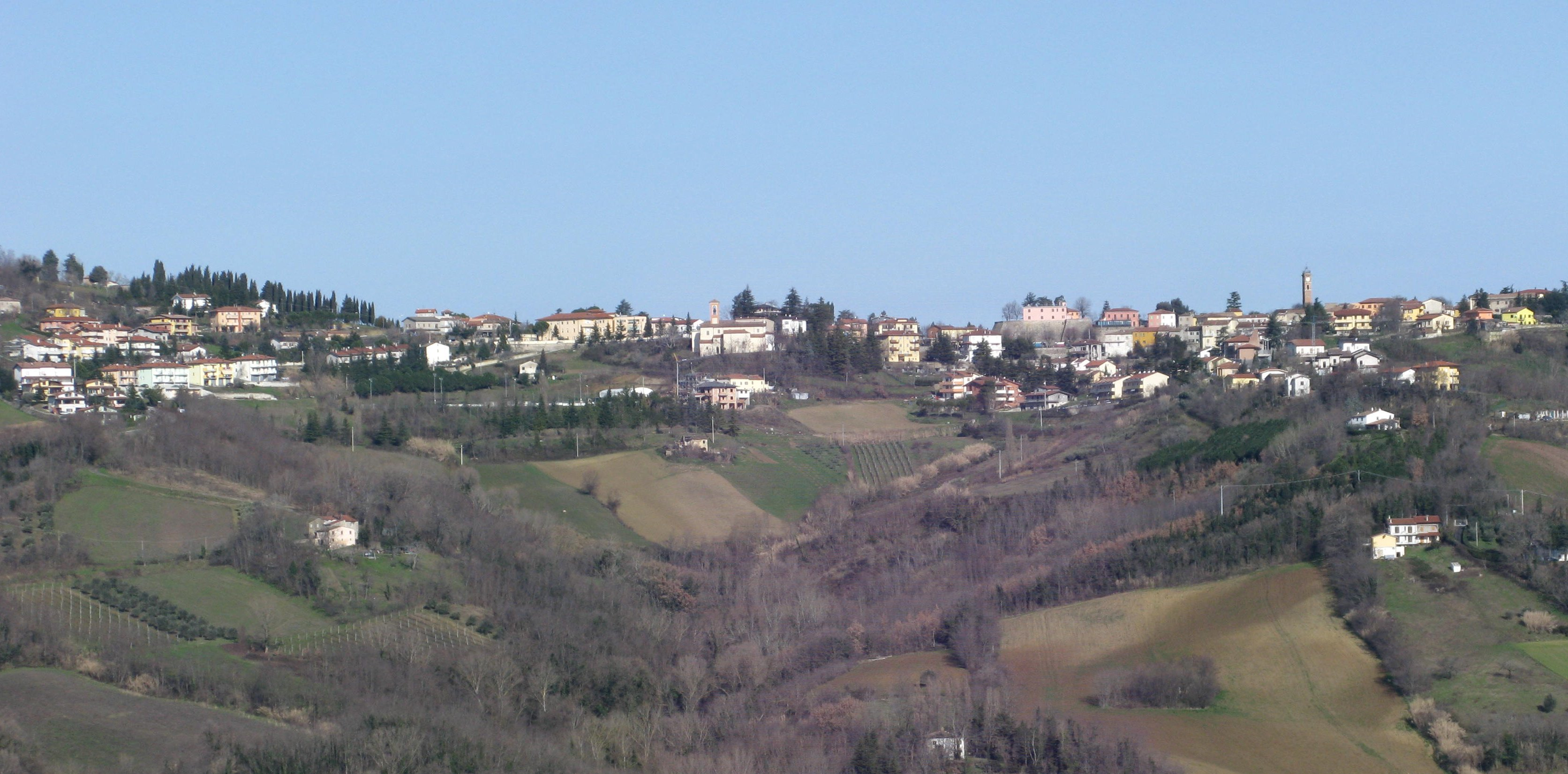
Montescudo

## Демографія
Населення за роками:

Станом на 31 грудня 2014 року в муніципалітеті офіційно проживало 306 іноземців з 37 країн, серед них 79 громадян країн Євросоюзу та 25 громадян України.

## Сусідні муніципалітети
- Коріано
- Фаетано
- Джеммано
- Монте-Коломбо
- Сассофельтріо